# Rogašovci
Rogašovci este o localitate din comuna Rogašovci, Slovenia, cu o populație de 278 de locuitori.